# Chiesa di San Nicolò di Bari (Narcao)
La chiesa di San Nicolò di Bari era un edificio religioso situato a Narcao, centro abitato della Sardegna sud-occidentale. Consacrata al culto cattolico è sede dell'omonima parrocchia e fa parte della diocesi di Iglesias.
L'edificio fu demolito nel 1971 per far spazio ad una nuova chiesa, lasciando intatta la sola torre campanari.

## Storia
La prima fabbrica, ad opera dei monaci benedettini risale al XIII secolo. 
L'edificio fu demolito nel 1971. Al suo posto fu eretta una nuova chiesa. Dell'impianto iniziale resta il campanile quattrocentesco.